# Trichosporon cutaneum
Trichosporon cutaneum är en svampart som först beskrevs av Beurm., Gougerot & Vaucher bis, och fick sitt nu gällande namn av M. Ota 1926. Trichosporon cutaneum ingår i släktet Trichosporon och familjen Trichosporonaceae.   Inga underarter finns listade i Catalogue of Life.